# Stenolophus conjunctus
Stenolophus conjunctus är en skalbaggsart som beskrevs av Thomas Say 1823. Stenolophus conjunctus ingår i släktet Stenolophus och familjen jordlöpare. Inga underarter finns listade i Catalogue of Life.